# Провинција Дева
Дева (јап. 出羽国) је једна од 66 историјских провинција Јапана, која је постојала од почетка 8. века (закон Таихо из 703. године) до Мејџи реформи у другој половини 19. века. Дева се налазила у северном делу острва Хоншу, на обали Јапанског мора.
Царским декретом од 29. августа 1871. све постојеће провинције замењене су префектурама. Територија  Деве одговара данашњим префектурама Јамагата и Акита.

## Географија
Дева се на југу граничила са провинцијом Ечиго, на северу и истоку са провинцијом Муцу, а на западу је широко излазила на Јапанско море.